# Grenzübergang Slatograd-Thermes

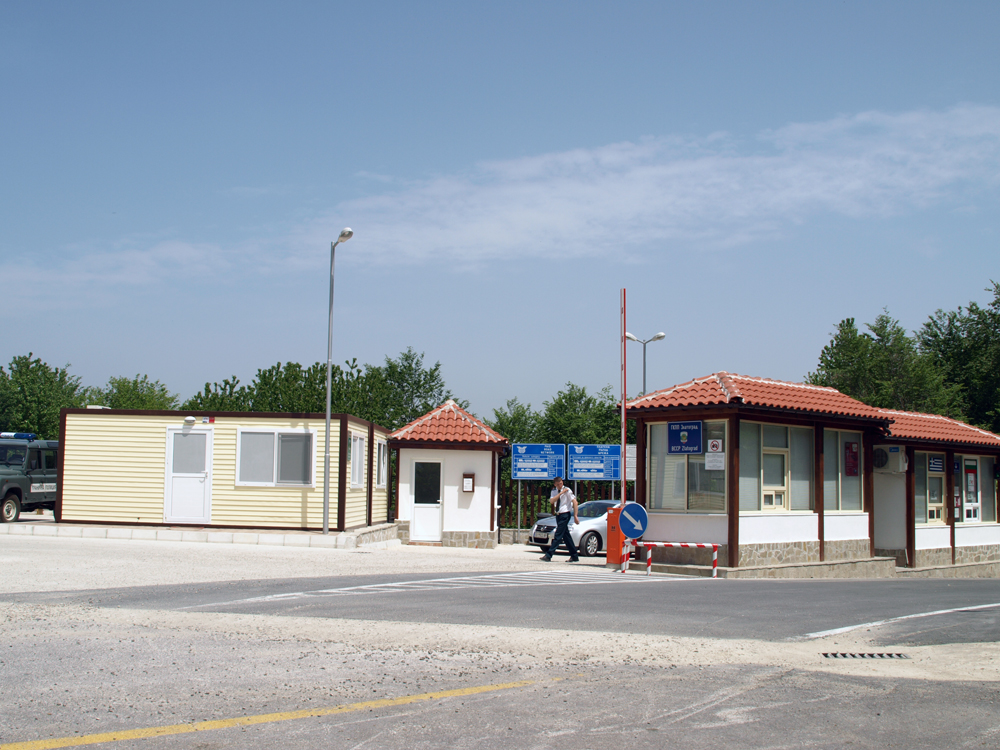
Der Grenzübergang

Der Grenzübergang Slatograd-Thermes (bulgarisch ГКПП Златоград-Термес – GKPP Slatograd-Granitschen Kontrolno Propuskwatelen Punkt Slatograd – Grenz-Kontroll-Durchlass-Punkt Slatograd, auch Zlatograd geschrieben; griechisch Συνοριακή Διόδος Θερμών-Ζλάτογκραντ Synoriakí diodos Thermon – Zlatograd oder σταθμός Ξάνθης – Ζλάτογκραντ Stathmós Xanthis – Zlatograd), auch GKPP Slatograd-Xanthi genannt, liegt zwischen Bulgarien und Griechenland. Er befindet sich im Rhodopen-Gebirge, in der Nähe des bulgarischen Dorfes Alamowzi, ca. 10 km westlich der Stadt Slatograd entfernt.
Er ist der vierte Grenzübergang zwischen Bulgarien und Griechenland und ermöglicht eine bequemere Fahrt oder Ausweichmöglichkeit zwischen den Orten Plowdiw, Smoljan auf bulgarischer und Kavala, bzw. Xanthi auf griechischer Seite. Die Grenzübergang war eine Forderung der lokalen Gesellschaften, beider Grenzseiten und soll zum Tourismus und Stärkung der lokalen Wirtschaft beitragen.
Der Grenzübergang Slatograd-Thermes wurde am 15. Januar 2010 vom bulgarischen Ministerpräsidenten Borissow und vom griechischen Premierminister Papandreou eröffnet.
Der Grenzübergang ist für PKWs und Kleinlastwagen konzipiert und die Grenzkontrolle wird von gemischten griechisch-bulgarische Zollbeamtengruppen durchgeführt.
Durch den Grenzübergang wurde der Weg von der Donau, von Zentralbulgarien (Plowdiw) und von den Skigebieten im Rhodopen-Gebirge (Pamporowo) nach Xanthi, Kavala, Drama und zur Ägäis verkürzt. Der Verwaltungsbezirk Smoljan und die Gemeinde Slatograd (im Verwaltungsbezirk Smoljan) erhalten durch den Grenzübergang eine direkte Verbindung in den benachbarten griechischen Regionalbezirk Xanthi und den Gemeinden Thermes und Xanthi.